# Telmatochromis bifrenatus
Telmatochromis bifrenatus är en fiskart som beskrevs av Myers, 1936. Telmatochromis bifrenatus ingår i släktet Telmatochromis och familjen Cichlidae. IUCN kategoriserar arten globalt som livskraftig. Inga underarter finns listade i Catalogue of Life.